# Quintela (Castro de Rey)
Quintela (llamada oficialmente Santa María de Quintela) es una parroquia española del municipio de Castro de Rey, en la provincia de Lugo, Galicia.

## Organización territorial
La parroquia está formada por diez entidades de población, constando 9 de ellas en el nomenclátor del Instituto Nacional de Estadística español:
- A Reigada
- Bardiás
- O Burgo
- O Mesón
- O Monte
- O Picato
- O Rollo
- Os Currás
- O Xordo
- Pereiras

## Demografía
| Gráfica de evolución demográfica de Quintela entre 2000 y 2019 |
|                                                                |
| Datos según el nomenclátor publicado por el INE.               |